# اچ‌ام‌اس پاندورا (۱۷۷۹)
اچ‌ام‌اس پاندورا (۱۷۷۹) (به انگلیسی: HMS Pandora (1779)) یک کشتی بود که طول آن ۱۱۴ فوت ۷ اینچ (۳۴٫۹۳ متر) بود. این کشتی در سال ۱۷۷۹ ساخته شد.